# Ла-Пас-Веллі (Аризона)
Ла-Пас-Веллі (англ. La Paz Valley) — переписна місцевість (CDP) в США, в окрузі Ла-Пас штату Аризона. Населення — 368 осіб (2020).

## Географія
Ла-Пас-Веллі розташована за координатами 33°33′24″ пн. ш. 114°14′36″ зх. д. / 33.55667° пн. ш. 114.24333° зх. д. (33.556539, -114.243285).  За даними Бюро перепису населення США в 2010 році переписна місцевість мала площу 75,96 км², уся площа — суходіл.

## Демографія
Згідно з переписом 2010 року, у переписній місцевості мешкало 699 осіб у 370 домогосподарствах у складі 248 родин. Густота населення становила 9 осіб/км².  Було 695 помешкань (9/км²).
Расовий склад населення:
| - 92,6 % — білих - 1,0 % — корінних американців - 0,4 % — чорних або афроамериканців - 0,3 % — азіатів - 3,9 % — осіб інших рас |

До двох чи більше рас належало 1,9 %. Частка іспаномовних становила 6,0 % від усіх жителів.
За віковим діапазоном населення розподілялося таким чином: 5,9 % — особи молодші 18 років, 26,3 % — особи у віці 18—64 років, 67,8 % — особи у віці 65 років та старші. Медіана віку мешканця становила 69,2 року. На 100 осіб жіночої статі у переписній місцевості припадало 96,9 чоловіків;  на 100 жінок у віці від 18 років та старших — 96,4 чоловіків також старших 18 років.
Середній дохід на одне домашнє господарство  становив 35 726 доларів США (медіана — 39 000), а середній дохід на одну сім'ю — 50 579 доларів (медіана — 54 485). 
Цивільне працевлаштоване населення становило 0 осіб. 